# Axonolaimus orcombensis
Axonolaimus orcombensis is een rondwormensoort uit de familie van de Axonolaimidae. De wetenschappelijke naam van de soort is voor het eerst geldig gepubliceerd in 1970 door Warwick.